# 秋津遺跡

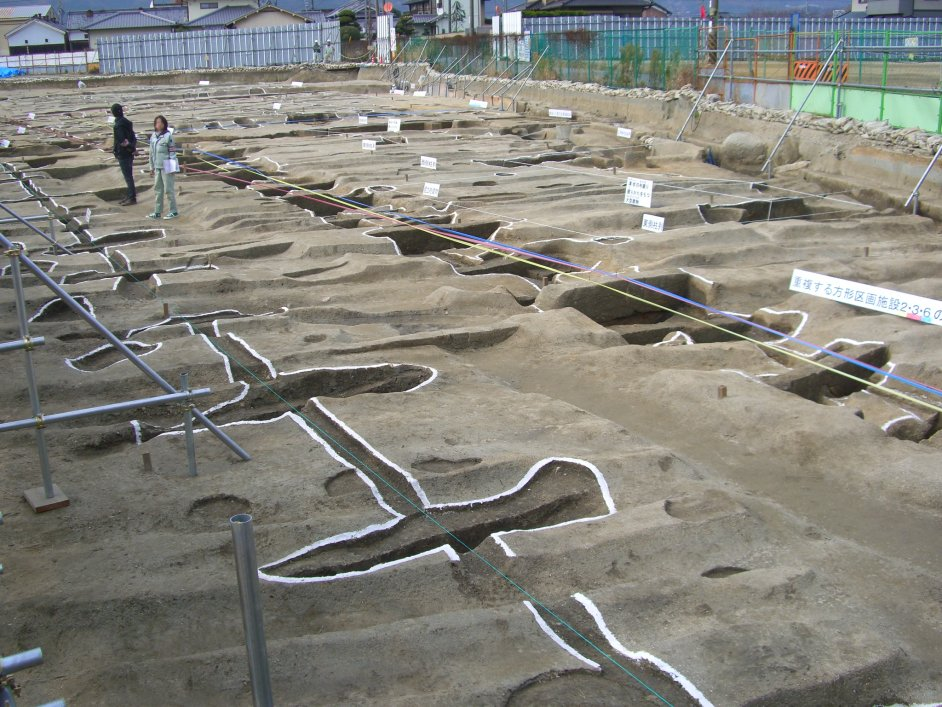
塀の柱穴 (2010年11月現地説明会)

秋津遺跡（あきついせき）は、奈良県御所市に所在する縄文時代後・晩期から中世にかけての複合遺跡。古墳時代前期の遺構面から、他に類例のない堅固な板塀の遺構が検出されたことにより注目を浴びた。

## 概要
京奈和自動車道建設工事にともない発見された遺跡で、2009年（平成21年）から発掘調査が行われている。調査にあたったのは奈良県立橿原考古学研究所である。
年代は3世紀後半から4世紀中葉にかけての初期ヤマト王権の時代であり、板塀とみられる遺構は、分厚い板を立てたのち、丸太を横木として添え、両側から挟み込むという堅緻な造りである。これは、葛城地域を本拠とする豪族の広大な祭祀空間を方形に囲った板塀の可能性があり、5世紀以降に強盛をほこったヤマトの豪族葛城氏につらなる勢力の存在が考えられる。塀は、大阪府八尾市の心合寺山古墳出土の囲形埴輪に構造が似ているが、実際の遺構としては初の検出例となった。
その下層には弥生時代中期の水田関連遺構を検出し、さらにその下には縄文時代晩期の遺物も確認されている。2011年には奇跡的に保存されていた縄文時代のノコギリクワガタの全身が発見された。
2011年には、古墳時代前期の塀に囲まれた区画施設内で検出された22棟の掘立柱建物のうち8棟が、建物本体から独立した棟持柱（むなもちばしら）をもつ特徴的な構造であることが確認された。独立棟持柱は伊勢神宮の社殿などにも用いられており、橿原考古学研究所は「祭儀を執り行った特別な空間の可能性がある」としている。